# FX Большой Медведицы
FX Большой Медведицы (лат. FX Ursae Majoris), HD 77426 — двойная затменная переменная звезда типа Алголя (EA:) в созвездии Большой Медведицы на расстоянии приблизительно 358 световых лет (около 110 парсеков) от Солнца. Видимая звёздная величина звезды — от +7,18m до +7,14m.

## Характеристики
Первый компонент — белая звезда спектрального класса A5.